# Pseudohastigerina
Pseudohastigerina es un género de foraminífero planctónico de la familia Globanomalinidae, de la superfamilia Hantkeninoidea, del suborden Globigerinina y del orden Globigerinida. Su especie tipo es Nonion micrus. Su rango cronoestratigráfico abarca desde el Ypresiense (Eoceno inferior) hasta el Rupeliense inferior (Oligoceno inferior).

## Descripción
Pseudohastigerina incluía especies con conchas planiespiraladas, inicialmente trocoespiraladas, de forma subglobular biumbilicada a biconvexa; sus cámaras eran subesféricas a ovoidales; sus suturas intercamerales eran incididas; su contorno ecuatorial era subredondeado, ligeramente lobulado; su periferia era redondeada a subaguda, pero nunca desarrolla carena; el ombligo era moderadamente amplio; su abertura principal era interiomarginal, ecuatorial (umbilical-extraumbilical en estadio juvenil), con forma de arco bajo y rodeada con un pórtico; pueden conservarse relictas las aberturas de las cámaras precedentes; presentaban pared calcítica hialina, perforada con poros cilíndricos y superficie lisa o puntuada, a veces pustulada en el área umbilical.

## Discusión
Clasificaciones posteriores han incluido Pseudohastigerina en la superfamilia Globigerinitoidea. Algunos autores han considerado Pseudohastigerina un sinónimo subjetivo posterior de Globanomalina.

## Paleoecología
Pseudohastigerina incluía especies con un modo de vida planctónico, de distribución latitudinal cosmopolita, preferentemente tropical-subtropical, y habitantes pelágicos de aguas intermedias (medio mesopelágico superior).

## Clasificación
Pseudohastigerina incluye a las siguientes especies:
- Pseudohastigerina kerisensis †
- Pseudohastigerina micra †
- Pseudohastigerina naguewichiensis †
- Pseudohastigerina wilcoxensis †

Otras especies consideradas en Pseudohastigerina son:
- Pseudohastigerina acutimarginata †
- Pseudohastigerina barbadoensis †
- Pseudohastigerina globulosa †
- Pseudohastigerina pellucida †
- Pseudohastigerina quadrata †
- Pseudohastigerina sharkriverensis †
- Pseudohastigerina sphaeroidalis †